# Mariano Salvador Maella

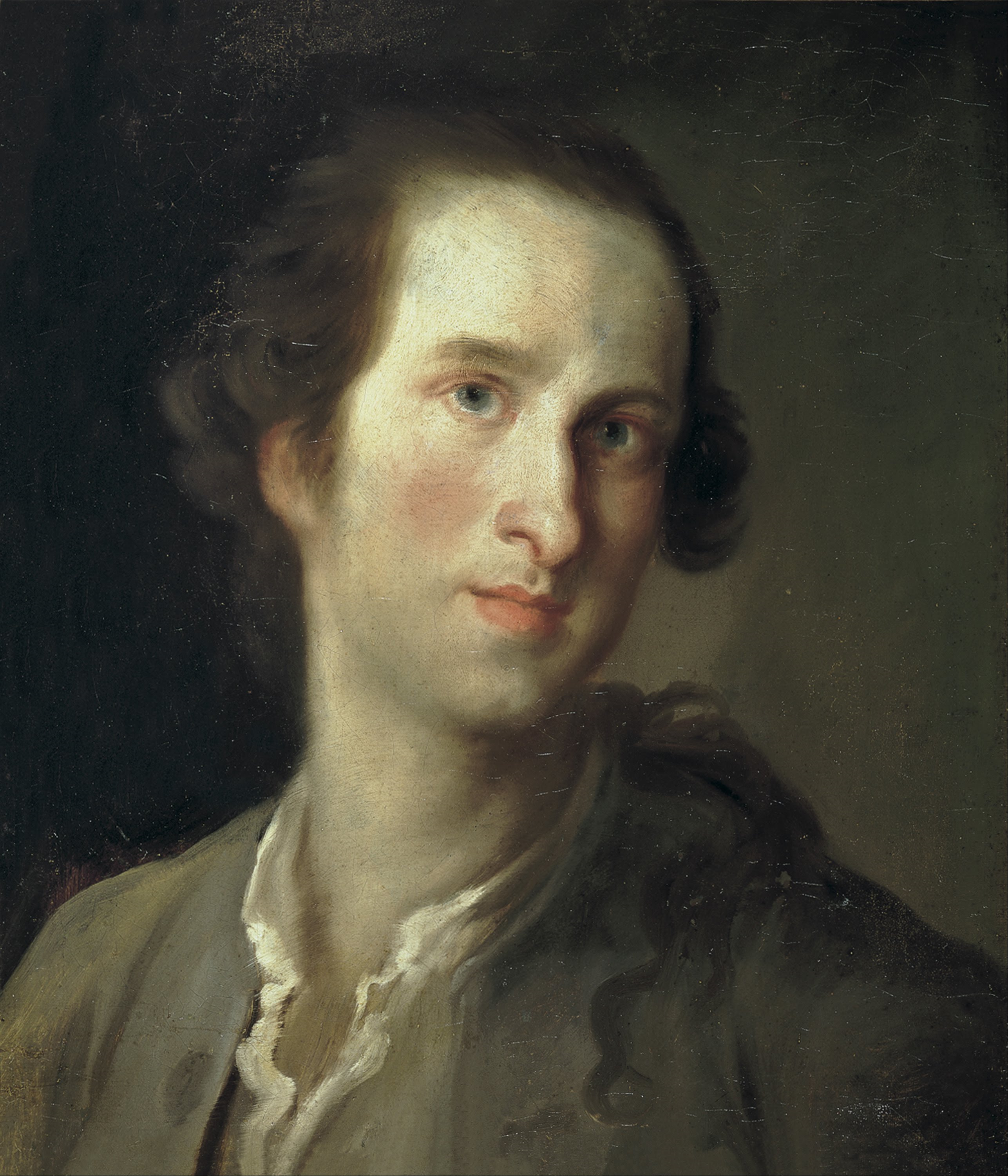
Autoritratto (1758-1765), Mariano Salvador Maella

Mariano Salvador Maella Pérez (Valencia, 21 agosto 1739 – Madrid, 10 maggio 1819) è stato un pittore spagnolo.

## Biografia
Ricevette la prima formazione artistica dal padre, anch'egli pittore. Si trasferì quindi a Madrid, dove studiò presso Felipe de Castro, che lo introdusse alla maniera neoclassica dell'epoca e favorì il suo ingresso alla Real Academia de Bellas Artes de San Fernando. Qui conobbe Antonio González Velázquez, che in seguito divenne suo suocero. Nel 1757, grazie a una borsa di studio ottenuta dall'Accademia, poté recarsi a Roma, dove rimase fino al 1765 e dove perfezionò la sua arte studiando i modelli antichi. Tornato in Spagna, lavorò alla decorazione del Palacio Real de Madrid sotto la supervisione di Anton Raphael Mengs, che esercitò su di lui una notevole influenza. Ebbe anche come modello, come lo stesso suocero e molti pittori spagnoli del tempo, Corrado Giaquinto.
Da allora la sua carriera ebbe una vertiginosa ascesa. Divenne Accademico di San Fernando, e fu Direttore generale dal 1795 al 1798. Fu nominato pittore di corte nel 1774: al servizio della famiglia reale dei Borbone eseguì, oltre a numerosi ritratti ufficiali, i lavori a La Granja de San Ildefonso, al Palazzo Reale di El Pardo e all'Escorial. Altri incarichi prestigiosi furono le decorazioni delle cattedrali di Toledo e di Burgo de Osma e la realizzazione di cartoni per gli arazzi per la Fabbrica Reale di Tapices, per la quale lavorò anche il maggior rivale di Maella, Francisco Bayeu.
Nel 1799, poco dopo che Maella era stato nominato primo pittore di corte e incaricato della custodia e del restauro di tutti i siti reali, avvenne la caduta di Carlo IV e l'ascesa al trono di Giuseppe Bonaparte: in parte per non perdere lo stipendio annuo di 50.000 reali, e in parte per convinzione personale, l'artista si pose al servizio del nuovo sovrano, dal quale ricevette incarichi e onori. Tale comportamento fu, alla fine, la causa della sua rovina: al ritorno di Ferdinando VII e con la Restaurazione, perse ogni favore a corte, venne mandato in pensione con un quinto dello stipendio e sostituito con Vicente López y Portaña, anche alla guida dell'Accademia.